# Oleksandrivka (Cervona Znameanka), Kazanka
Oleksandrivka (în ucraineană Олександрівка) este un sat în comuna Cervona Znameanka din raionul Kazanka, regiunea Mîkolaiiv, Ucraina.

## Demografie
Componența lingvistică a localității Oleksandrivka
     Ucraineană (100%)
Conform recensământului din 2001, toată populația localității Oleksandrivka era vorbitoare de ucraineană (100%).